# Tipula calcar
Tipula calcar är en tvåvingeart som först beskrevs av Alexander 1958.  Tipula calcar ingår i släktet Tipula och familjen storharkrankar.
Artens utbredningsområde är Madagaskar. Inga underarter finns listade i Catalogue of Life.